# Belldandy
Belldandy (ベルダンディー?, Berudandī), è un personaggio del manga e dell'anime Oh, mia dea! dell'autore Kōsuke Fujishima. È doppiata in originale da Kikuko Inoue, mentre in Italia da Monica Ward. È una delle tre dee venute sulla Terra per vivere con Keiichi Morisato. Belldandy è la dea emblema del presente. Il suo nome deriva da Verdandi, una delle Norne nella mitologia nordica.

## Storia
Keiichi Morisato si mette accidentalmente in contatto telefonico con l'agenzia DEA, ottenendo come risultato che la dea Belldandy compaia nel suo dormitorio per esaudire un suo desiderio. Convinto che si tratti di uno scherzo, Keiichi provocatoriamente chiede alla ragazza di rimanere con lui per sempre. Il computer "celeste" Yggdrasil esaudisce il desiderio di Keiichi di avere al suo fianco la bella Belldandy per tutta la vita, e iniziano così le avventure terrestri della dea. Da quel momento Belldandy vive con Keiichi al Tempio Tariki, nella città di Nekomi, una prefettura vicino a Tokyo. In seguito a Belldandy e Keiichi si uniranno anche le due sorelle della dea, Urd e Skuld.

## Rapporto con Keiichi
Nonostante Belldandy si trovi a vivere con Keiichi Morisato per via di un contratto, la dea sembra essere sinceramente legata al ragazzo umano, e nel corso della serie esprime più volte la volontà di rimanere al suo fianco indipendentemente dal vincolo stipulato. Nel manga la demone Marller rivela che una dea può cancellare a proprio piacimento il contratto con un umano, anche senza alcun preavviso. Belldandy però continua a rimanere al fianco di Keiichi con la "scusa" del contratto, e rivela in più occasioni che il ragazzo ha una posizione speciale nel suo cuore. E benché una dichiarazione d'amore "formale" non ci sia mai stata, i due formano di fatto una coppia.

## Personalità
Belldandy è una creatura incredibilmente generosa, al di là del ragionevole essere una dea. Riesce facilmente ad avvertire le emozioni altrui, e fa del suo meglio per far stare bene chiunque la circondi. Raramente riesce a provare emozioni negative, ed è sempre pronta a perdonare anche chi ha tentato di ferirla. Tende a dare la massima fiducia a chiunque, ad eccezione di sua sorella Urd, che si è dimostrata poco degna di fiducia. Comunque, nonostante Belldandy faccia del suo meglio per essere sempre gentile e allegra con tutti, viene rivelato che a volte, come risultato di una gelosia latente, può diventare molto triste ed insicura, specialmente quando si tratta di Keiichi. Queste situazioni si riflettono nell'incapacità di controllare i propri poteri. Inoltre Belldandy appare a volte anche incredibilmente ingenua, in parte a causa della propria ignoranza nei confronti di certe abitudini terrestri. Per tale ragione a volte le sue azioni finiscono per sembrare un po' stupide o infantili.
Il suo personaggio cambia radicalmente nello sviluppo dei primi episodi della serie: agli esordi, ad esempio, appare più "umana". La vediamo litigare con la sorella Urd e arrivare a scagliarle magie contro, oppure dimostrare di essere seccata quando viene interrotta durante situazioni romantiche con Keiichi (in seguito mostrerà solo in rare occasioni interessi carnali per Keiichi). Col tempo però cambia (scelta dell'autore, non di situazioni che hanno innescato il suo mutamento), divenendo sempre più pura e casta e accentuando caratteristiche come la sua grande compassione ed il suo amore verso il prossimo.

## Poteri
Belldandy ha numerose capacità e poteri speciali che derivano dalla sua essenza di dea. Può magicamente cambiare i propri abiti e levitare (e per estensione del concetto, volare). Inoltre può teletrasportarsi attraverso gli specchi, parlare con gli animali, vedere le emozioni delle altre persone sotto forma di aura, curare ferite superficiali grazie a delle particolari parole magiche, e "comunicare" persino con le macchine. Inoltre è una cuoca provetta, e le sue abilità canore sono considerate fra le migliori nel Paradiso. Gli alcolici non le fanno alcun effetto (benché si ubriachi con la cola), ed è una esperta intenditrice di tè. L'angelo di Belldandy è Holy Bell, ed il suo elemento è il vento. Come tutti gli angeli, Holy Bell è in grado di aumentare i poteri di Belldandy, così come lo stato d'animo della dea influenza il suo potere. Belldandy non sembra avere un ruolo importante nel mantenimento di Yggdrasil, seppure la vediamo nel regno celeste a cancellare virus dal sistema. In ogni modo sembra esistere una connessione speciale fra lei ed il sistema stesso, cosa dimostrata dalla rigenerazione di quest'ultimo durante gli avvenimenti narrati nel film, dove sfrutta probabilmente il suo stato di Norna.
Il suo vero lavoro per l'agenzia Dea di soccorso, che si occupa di stipulare contratti con umani in difficoltà, consiste nell'esaudire un desiderio qualsiasi del richiedente, tenendo presente che le dee non fanno visita a coloro con brame di potere o di distruzione, ma solo ad umani puri che si siano realmente meritati il loro aiuto.
Belldandy governa un aspetto del tempo: il presente. Quando c'è un'insufficienza di energia in Yggdrasil (che fornisce alla dee l'energia necessaria per poter vivere sulla Terra assorbendola dai vari spiriti naturali), usa il sonno come fonte alternativa di energia. Per diminuirne il consumo può staccare un frammento del suo spirito dal corpo e rimanere al fianco di Keiichi, seppure in forma rimpicciolita.